# NGC 3158
NGC 3158 (również PGC 29822 lub UGC 5511) – galaktyka eliptyczna (E3), znajdująca się w gwiazdozbiorze Małego Lwa. Odkrył ją William Herschel 17 marca 1787 roku.